# Тем временем на Земле
«Тем временем на Земле» (фр. Pendant ce temps sur Terre) — французский художественный фильм 2024 года, научно-фантастическая драма, снятая Жереми Клапеном по собственному сценарию. По сюжету фильма, с главной героиней, брат которой исчез во время космической миссии, связывается внеземная форма жизни, которая предлагает вернуть её брата, заключив сделку. Фильм также содержит анимационные эпизоды. Музыку к фильму написал Дэн Леви, с которым Клапен ранее сотрудничал при создании своего первого полнометражного фильма «Я потеряла своё тело».
Фильм был показан в секции «Панорама» 74-го Берлинского кинофестиваля 16 февраля 2024 года. Он также участвовал в фестивалях в Монсе в марте и «Фантазия» в Монреале в июле.
Фильм вышел в прокат во Франции 1 мая. Он получил одобрительные отзывы.

## Сюжет
Главная героиня — молодая девушка по имени Эльза, старший брат которой Франк пропал несколько лет назад во время космического полёта. Эльза работает няней в доме престарелых, которым руководит её мать, и увлекается рисованием. При этом она все эти годы не может прийти в себя и забыть о брате, эмоциональная связь с которым была у неё очень сильна. Однажды, гуляя с младшим братом, она как будто бы слышит голос Франка, исходящий от радиоантенны на холме.
В другой раз Эльза подходит к антенне и разговаривает с Франком, который сообщает ей, что он один остался в живых из всех членов экипажа, но что вокруг темнота и таинственные «они». Эльза находит возле антенны прозрачное «зёрнышко», при помощи которого она может продолжать общение с братом. Она вставляет «зёрнышко» в ухо, но на следующий день оказывается, что оно проросло прямо внутрь уха и его нельзя достать. При этом в голове Эльзы появляется другой голос, который говорит ей, что Франк временно «деактивирован» и если Эльза хочет его вернуть, то должна выполнить некоторые условия. Голос принадлежит представителю инопланетного разума, одному из «них», о которых говорил Франк: этот голос сообщает, что всего «их» пятеро и Эльза должна помочь им переселиться на Землю, тогда они вернут ей Франка.
Следуя голосу, Эльзя едет за город в сосновый лес, где голос направляет её, чтобы «проложить путь». Эльза упирается в большую сосну, которая преграждает «путь». Она приглашает знакомого по имени Огустин, чтобы спилить сосну бензопилой. Приятель Огустина Джордан увязывается с ними и после спиливания дерева нападает на Эльзу, которая в ответ ранит его бензопилой. Один из «них» вселяется в Огустина, при этом голос напоминает Эльзе, что ей надо найти для «них» ещё четыре человека в течение короткого времени (тело Джордана «они» взять не могут, поскольку оно слишком повреждено). На вопрос о том, что происходит с сознанием саого Огустина, голос отвечает, что он погружён в глубокий сон и видит сны.
Эльза устраивает в лесу прогулку постояльцев дома престарелых, в результате чего тела двоих из них занимают «они». Затем она угощает обедом бездомную Сидони с собакой, которую встретила на улице накануне. Дав ей успокаивающее средство, Эльза везёт Сидони в лес, где та становится четвёртой жертвой «их», тогда как собака убегает. В поисках пятой жертвы Эльза едет к мужу одной из старушек из дома престарелых, но обнаруживает, что тот покончил с собой. Затем она встречает на шоссе Люка, который ищет своего пропавшего брата Джордана. Эльза решает воспользоваться Люком, но затем отпускает его, узнав, что у него большие планы на ближайшие годы. Сама же она понимает, что после смерти Франка её жизнь остановилась и у неё нет никаких планов на будущее.
Эльза приезжает в лес за несколько минут до окончания срока, после которого «путь» для возвращения Франка закроется. Она мысленно говорит с Франком и на его вопрос, какой сон бы она хотела видеть, отвечает: «Такой, в котором я могла бы жить без тебя». Финальная сцена показывает Эльзу в машине с собакой, которая раньше принадлежала бездомной. Эльза чувствует себя спокойной и удовлетворённой, вместе с собакой они приезжают на берег моря на прогулку.

## В ролях
- Меган Нортэм — Эльза
- Катрин Сале — Анник, мать Эльзы
- Сэм Лаувейк — Даниэль, отец Эльзы
- Дмитрий Доре — Голос
- Себастьен Пудеру — Франк (голос)
- Николя Авине — Огустин
- Йоанн Тибо Матиас — Джордан
- Аркади Радефф — Люк, брат Джордана
- Сабин Тимотео — Сидони
- София Лезафр — Одри, подруга Эльзы
- Роман Уильямс — Венсан, младший брат Эльзы

## Отзывы
На агрегаторе кинорецензий Rotten Tomatoes фильм получил уровень одобрения 88 % на основе 8 рецензий, со средневзвешенной оценкой 7,3/10, на Metacritic у фильма индекс 63 из 100 на основе 4 рецензий.
По мнению издания «Sortir à Paris», в фильме Клапен «превращает Эльзу в паромщицу душ, пересекающую сосновый лес, как она переплывает реку Стикс, между двумя квантовыми мирами». Отмечается также, что вставные чёрно-белые анимационные сцены в фильме напоминают вселенную Лейдзи Мацумото.